# Le Coup de grâce (film, 1976)
Pour les articles homonymes, voir Le Coup de grâce.
Pour plus de détails, voir Fiche technique et Distribution.
Le Coup de grâce (titre original : Der Fangschuß) est un film franco-allemand réalisé par Volker Schlöndorff, sorti en 1976.
Il s'agit de l'adaptation du roman éponyme de Marguerite Yourcenar.

## Synopsis
Le film se déroule en Lettonie en 1919. 
Un détachement de soldats allemands des Freikorps est en garnison dans un château de la ville de Kratovice pour combattre la guérilla bolchévique. Le château est la demeure de Konrad de Reval et de sa sœur Sophie de Reval. Sophie est amoureuse d'un soldat, Erich von Lhomond, proche ami de Konrad, mais ses sentiments ne sont pas réciproques. De dépit, Sophie a des aventures avec d'autres soldats, ce qui agace visiblement Erich. Sophie finit par se rendre compte qu'Erich et Konrad sont amants. 
Quelque temps après, elle rejoint la guérilla bolchévique, avec qui elle était en contact. Les soldats d'Erich la capturent, elle et ses camarades. Sophie réclame qu'Erich l'exécute lui-même, ce qu'il fait avec désinvolture avant de rejoindre ses compagnons. Le film se termine par un plan montrant les soldats monter à bord d'un train, puis les corps des victimes.

## Fiche technique
- Adaptation : Jutta Brückner, Margarethe von Trotta et Geneviève Dormann
- Genre : drame, guerre
- Durée : 97 minutes
- Date de sortie : 1976

## Distribution
- Margarethe von Trotta : Sophie de Reval
- Matthias Habich : Erich von Lhomond
- Rüdiger Kirschstein : Conrad de Reval
- Marc Eyraud : docteur Paul Rugen
- Bruno Thost : Chopin
- Frederik von Zichy : Franz von Aland
- Valeska Gert : tante Praskovia
- Mathieu Carrière : Volkmar von Plessen
- Henry van Lyck : Borschikoff